# Gabriel Tual
Gabriel Tual (* 9. April 1998 in Villeneuve-sur-Lot) ist ein französischer Mittelstreckenläufer, der sich auf den 800-Meter-Lauf spezialisiert hat. 2024 wurde er über diese Distanz in Rom Europameister.

## Sportliche Laufbahn
Erste internationale Erfahrungen sammelte Gabriel Tual im Jahr 2017, als er bei den U20-Europameisterschaften in Grosseto mit 1:48,85 min in der ersten Runde ausschied. Im Jahr darauf siegte er bei den U23-Mittelmeermeisterschaften in Jesolo in 1:50,41 min und qualifizierte sich damit für die Europameisterschaften in Berlin und scheiterte dort mit 1:47,26 min in der Vorrunde. 2019 belegte er bei den U23-Europameisterschaften in Gävle in 1:49,43 min den fünften Platz. 2021 qualifizierte er sich für die Olympischen Spiele in Tokio, bei denen er überraschenderweise bis ins Finale gelangte und sich dort mit 1:46,03 min auf dem siebten Platz klassierte. 
2022 siegte er in 1:45,12 min beim Meeting Iberoamericano und wurde beim Meeting International Mohammed VI d’Athlétisme de Rabat in 1:45,71 min Dritter, wie auch bei der Bauhaus-Galan in 1:45,29 min. Im Juli erreichte er bei den Weltmeisterschaften in Eugene das Finale und belegte dort in 1:45,49 min den sechsten Platz. Anschließend schied er bei den Europameisterschaften in München mit 1:47,70 min im Halbfinale aus. Im Jahr darauf wurde er bei der Bauhaus-Galan in 1:44,85 min Dritter und anschließend siegte er in 1:44,46 min beim Meeting Madrid. Im August schied er dann bei den Weltmeisterschaften in Budapest mit 1:44,83 min im Halbfinale aus. 2024 siegte er in 1:44,87 min bei den Europameisterschaften in Rom. Anschließend wurde er beim Meeting de Paris in 1:41,61 min Dritter und stellte damit einen neuen Landesrekord auf. Zudem rangiert er mit dieser Leistung auf Platz sechs der ewigen Bestenliste (Stand: August 2024). Auch beim Herculis wurde er in 1:42,10 min Dritter und im August belegte er bei den Olympischen Sommerspielen in Paris in 1:42,14 min im Finale den sechsten Platz.
In den Jahren 2023 und 2024 wurde Tual französischer Meister im 800-Meter-Lauf.

## Persönliche Bestleistungen
- 800 Meter: 1:41,61 min, 7. Juli 2024 in Paris (französischer Rekord)
  - 800 Meter (Halle): 1:47,35 min, 27. Februar 2022 in Miramas
  - 1000 Meter (Halle): 2:19,84 min, 14. Februar 2022 in Val-de-Reuil